# Now What?!
«Now What?!» — дев'ятнадцятий студійний альбом британського рок-гурту Deep Purple. В Україні альбом випущений 26 квітня 2013 року, продюсером альбому став Боб Езрін. «Now What?!» став першим студійним альбомом гурту після великої перерви з 2005 року, коли був записаний «Rapture of the Deep». Запис альбому проходив у Нешвіллі, штат Теннессі, США. Альбом випущений в форматах CD і LP. На обмеженому CD буде 11 альбомних композицій і DVD, що включає діалоги учасників гурту і додатковий аудіо матеріал. На довгограючій платівці — 11 композицій і бонусний трек. Назву альбому було оголошено 26 лютого 2013. Також було оголошено, що дві пісні з нового альбому — сингли «Hell to Pay» та «All the Time in the World» будуть випущені на CD і на вінілі 29 березня. 9 березня з'явилася можливість безкоштовно прослухати по одній хвилині з цих композицій. 11 березня на радіо відбулася прем'єра синглу «All the Time in the World».
У лютому 2013 року гурт розпочав концертний тур — «Now What?! World Tour», приурочений до виходу альбому.

## Список композицій
Автор музики і слів Дон Ейрі, Ієн Гіллан, Стів Морс, Роджер Гловер та Боб Езрін, крім пісні «It'll Be Me», яка написана Джеком Клементом.. 
| #     | Назва                                                                      | Тривалість |
| ----- | -------------------------------------------------------------------------- | ---------- |
| 1.    | «A Simple Song»                                                            | 4:39       |
| 2.    | «Weirdistan»                                                               | 4:14       |
| 3.    | «Out of Hand»                                                              | 6:09       |
| 4.    | «Hell to Pay»                                                              | 5:10       |
| 5.    | «Bodyline»                                                                 | 4:26       |
| 6.    | «Above and Beyond» (Пісня присвячена Джону Лорду, який помер в 2012 році.) | 5:30       |
| 7.    | «Blood from a Stone»                                                       | 5:18       |
| 8.    | «Uncommon Man» (Пісня присвячена Джону Лорду.)                             | 7:02       |
| 9.    | «Après Vous»                                                               | 5:24       |
| 10.   | «All the Time in the World»                                                | 4:21       |
| 11.   | «Vincent Price»                                                            | 4:46       |
| 12.   | «It'll Be Me»                                                              | 3:02       |
| 13.   | «First Sign of Madness» (бонусний трек в Німеччині.)                       | 4:26       |
| 60:04 |                                                                            |            |

## Учасники запису

### Deep Purple
- Роджер Гловер — бас-гітара
- Ієн Гіллан — вокал
- Дон Ейрі — клавішні, орган
- Стів Морс — гітара
- Іен Пейс — ударні

### Інші музиканти
- Джейсон Роллер — акустична гітара («All The Time In The World»)
- Ерік Даркен — перкусія («Bodyline», «All The Time In The World»)
- Майк Джонсон — слайд-гітара («All The Time In The World», «Vincent Price»)
- Девід Гамільтон — допоміжні клавішні («Uncommon Man», «Weirdistan», «Above And Beyond»)
- Студенти Nimbus School of Recording Arts — вокал («Hell to Pay»)
- Боб Езрін — тексти пісень, бек-вокал, перкусія

## Чарти
| Країна (2013)            | Позиція |
| ------------------------ | ------- |
| Німеччина                | 1       |
| Австрія                  | 1       |
| Чехія                    | 1       |
| Норвегія                 | 1       |
| Швейцарія                | 2       |
| Росія                    | 3       |
| Польща                   | 5       |
| Швеція                   | 7       |
| Угорщина                 | 7       |
| Фінляндія                | 8       |
| Всесвітній чарт альбомів | 11      |
| Нідерланди               | 12      |
| Італія                   | 12      |
| Греція                   | 13      |
| Шотландія                | 13      |
| Бельгія (Валонія)        | 14      |
| Данія                    | 18      |
| Велика Британія          | 19      |
| Іспанія                  | 19      |
| Бельгія (Фландрія)       | 33      |
| Японія                   | 50      |
| Франція                  | 57      |
| Ірландія                 | 87      |
| США Billboard 200        | 110     |

### Сертифікація
| Країна | Дата         | Кількість продажів          |
| ------ | ------------ | --------------------------- |
| Росія  | Травень 2013 | 25,000 (золотий сертифікат) |
| Польща | Червень 2013 | 10,000 (золотий сертифікат) |